# Toury
 Toury  es una población y comuna francesa, en la región de  Centro, departamento de Eure y Loir, en el distrito de Chartres y cantón de Janville.

## Demografía
| 2153 | 2243 | 2495 | 2493 | 2640 | 2666 |
| Para los censos de 1962 a 1999 la población legal corresponde a la población sin duplicidades (Fuente: INSEE [Consultar]) |      |      |      |      |      |